# Église Saint-Georges de Vailly
L’église Saint-Georges de Vailly, est une église catholique néoclassique sarde, située sur la commune française de Vailly en Haute-Savoie. Elle est dédiée à saint Georges.

## Histoire

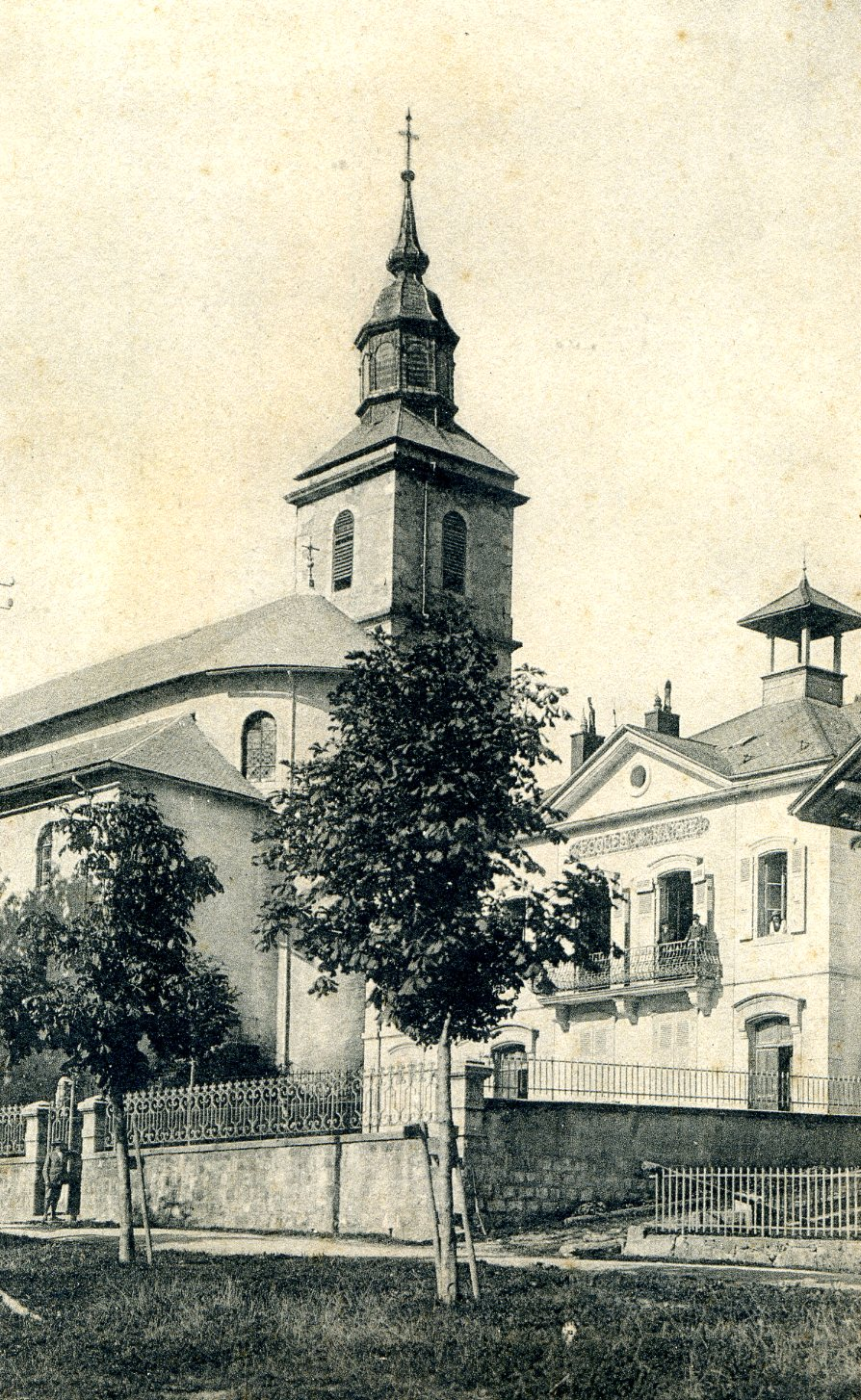
L'église saint Georges et son ancien clocher.

L'édifice est construit entre 1844 et 1848 d'après les plans de l'architecte turinois Ernest Melano, dans un style Renaissance.
En 1941, le clocher à bulbe est brûlé par un incendie, mais malgré la guerre et ses restrictions, il fut reconstruit l'année suivante sous la forme d'une flèche.[réf. nécessaire]

## Galerie

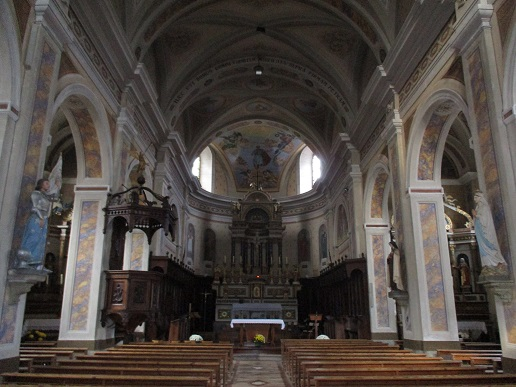
Intérieur de l'église.
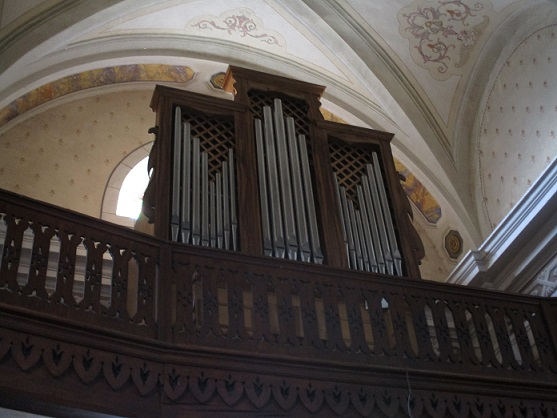
L'Orgue de Vailly.
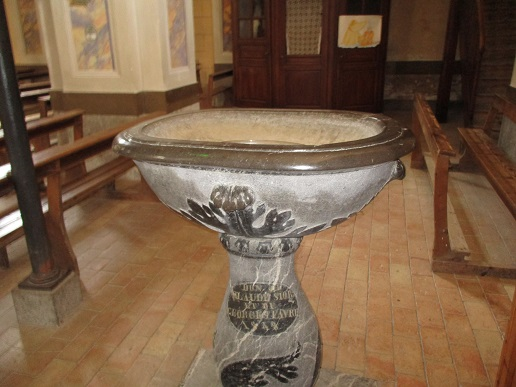
Le bénitier.
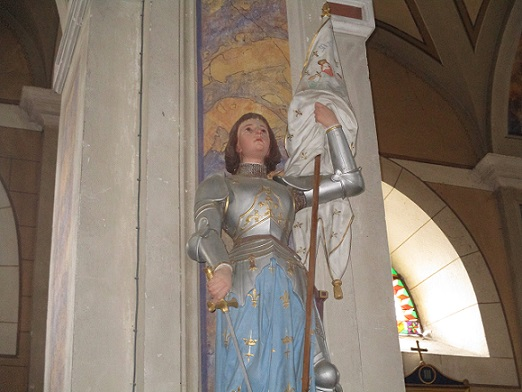
Statue Jeanne d'Arc.
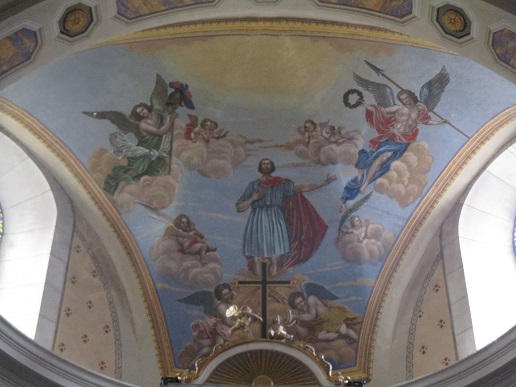
Les fresques du Chœur.
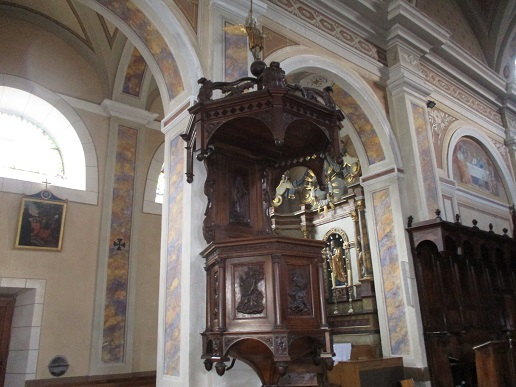
La Chaire.
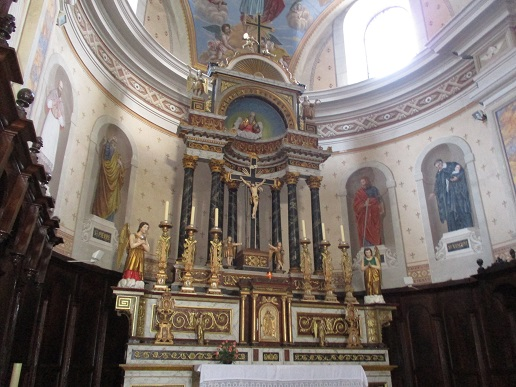
Le Chœur.